# Почепок (Могилёвская область)
Почепок — деревня в составе Головчинского сельсовета Белыничского района Могилёвской области Республики Беларусь.

## Географическое положение
Ближайшие населённые пункты: Малый Кудин, Большой Кудин, Отверница.

## История
Упоминается в 1728 году как деревня Почопок в составе фольварка Кипяча имения Белыничи в Оршанском повете ВКЛ.